# Carlo Scialoja
Carlo Scialoja (Roma, 17 luglio 1886 – Roma, 25 maggio 1947) è stato un avvocato, politico e giornalista italiano, che nel corso della seconda guerra mondiale fu sottosegretario all'aeronautica nel Governo Bonomi II e successivamente Ministro dell'aeronautica del Regno d'Italia nel Governo Bonomi III (12 dicembre 1944-14 gennaio 1945).

## Biografia
Nacque a Roma il 17 luglio 1886. Laureatosi in giurisprudenza esercitò la professione di avvocato. 
Servì nel Regio Esercito durante la prima guerra mondiale, prestando servizio nel corpo dei bombardieri. Operò dapprima come sottotenente, venendo promosso tenente e poi capitano, assegnato in servizio presso il comando della 53ª Divisione. Partecipò alla battaglia di Vittorio Veneto in forza a un reparto di arditi, e al termine della guerra risultava decorato con due medaglie di bronzo e una croce di guerra al valor militare. Dopo la fine del conflitto si dedicò dedicarsi agli studi giuridici. Militante antifascista, dopo la caduta del regime, avvenuta il 25 luglio 1943, iniziò subito a lavorare per il nuovo governo del Maresciallo d'Italia Pietro Badoglio. Con la firma dell'armistizio dell'8 settembre, e la successiva occupazione tedesca della Capitale, fu tra gli organizzatori del comitato militare, che con il Comitato di Liberazione Nazionale, fu fra i principali artefici della resistenza romana. Dopo la liberazione di Roma da parte degli Alleati entrò in politica nelle file del Partito Democratico del Lavoro, divenendo membro della Consulta Nazionale, sottosegretario all'aeronautica nel Governo Bonomi II e, su insistenza di Ivanoe Bonomi, ministro dell'aeronautica nel Governo Bonomi III. Già gravemente malato, abbandonò la carica e la politica attiva dopo poco più di un mese, il 14 gennaio 1945.
Minato da un tumore, si spense a Roma il 25 maggio 1947, e fu sepolto, su sua stessa richiesta, in una fossa comune.

### Fonti
1. ↑  Soddu 1993, p. 212.
2. 1 2 3 4 5  Legislature Camera.